# Bikar karla 2015
La Bikar karla 2015, nota anche come Borgunarbikar per motivi di sponsorizzazione, è la 56ª edizione del torneo. È iniziata il 1º maggio 2015 con le prime partite dei turni di eliminazione.
La vincitrice del torneo, come ogni anno, ottiene il diritto di giocare il primo turno di Europa League. La squadra detentrice del torneo è il KR Reykjavík, che se l'è aggiudicato l'anno precedente per la quindicesima volta.

## Primo turno
| Squadra 1       | Risultato       | Squadra 2        |
| --------------- | --------------- | ---------------- |
| 1º maggio 2015  |                 |                  |
| Árborg          | 9 - 0           | Kóngarnir        |
| Höttur          | 16 - 0          | Hrafnkell Fr.    |
| KB              | 2 - 4           | Þróttur Vogum    |
| Skínandi        | 6 - 2           | KFR              |
| Vængir Júpíters | 3 - 1 (dts)     | Gnúpverjar       |
| Víðir Garði     | 1 - 2           | Kría             |
| 2 maggio 2015   |                 |                  |
| Mídas           | 3 - 4 (dts)     | Vatnaliljur      |
| Nökkvi          | 0 - 1           | Dalvík/Reynir    |
| Einherji        | 2 - 4           | Sindri Hofn      |
| Elliði          | 0 - 4 (dts)     | Léttir           |
| Hamar           | 0 - 7           | Kári             |
| ÍH              | 0 - 2           | Örninn           |
| Hörður Í.       | 0 - 5           | KFG              |
| KV              | 3 - 0           | SR               |
| Snæfell         | 1 - 7           | KH Reykjavík     |
| Stál-úlfur      | 2 - 6           | Ægir             |
| Hamrarnir       | 0 - 4           | Magni            |
| 3 maggio 2015   |                 |                  |
| Álftanes        | 2 - 0           | KFS              |
| Völsungur       | 2 - 0           | KF Fjallabyggðar |
| Hvíti riddarinn | 2 - 7           | Augnablik        |
| Ísbjörninn      | 0 - 9           | Reynir Sandgerði |
| Leiknir F.      | 0 - 0 (6-5 dcr) | Huginn           |
| Njarðvík        | 8 - 0           | Afríka           |
| 6 maggio 2015   |                 |                  |
| Ármann          | 2 - 4           | Berserkir        |
| 9 maggio 2015   |                 |                  |
| Skallagrímur    | 11 - 0          | Stokkseyri       |

## Secondo Turno
| Squadra 1         | Risultato       | Squadra 2       |
| ----------------- | --------------- | --------------- |
| 18 maggio 2015    |                 |                 |
| KH Reykjavík      | 0 - 3           | HK Kópavogur    |
| Ægir              | 0 - 3           | KV              |
| Grindavík         | 1 - 0           | Þróttur Vogum   |
| KFG               | 2 - 1           | Árborg          |
| 19 maggio 2015    |                 |                 |
| Augnablik         | 1 - 4           | Njarðvík        |
| Grótta            | 0 - 2           | Fram Reykjavík  |
| KA Akureyri       | 6 - 0           | Dalvík/Reynir   |
| BÍ/Bolungarvík    | 6 - 0           | Skallagrímur    |
| Völsungur         | 2 - 1 (dts)     | Magni           |
| ÍR Reykjavík      | 0 - 1           | Léttir          |
| Leiknir F.        | 1 - 1 (6-7 dcr) | KFF Fjarðabyggð |
| Víkingur Ólafsvík | 2 - 1           | Haukar          |
| Örninn            | 2 - 4 (dts)     | Kári            |
| Reynir Sandgerði  | 0 - 2           | Selfoss         |
| Sindri Hofn       | 0 - 0 (2-3 dcr) | Höttur          |
| Þór               | 2 - 0           | Tindastóll      |
| Kría              | 0 - 1 (dts)     | Álftanes        |
| Vatnaliljur       | 2 - 1           | Berserkir       |
| 20 maggio 2015    |                 |                 |
| Afturelding       | 2 - 0           | Skínandi        |
| Þróttur           | 3 - 0           | Vængir Júpíters |

## Terzo Turno
| Squadra 1        | Risultato       | Squadra 2         |
| ---------------- | --------------- | ----------------- |
| 2 giugno 2015    |                 |                   |
| KFF Fjarðabyggð  | 4 - 0           | Kári              |
| KA Akureyri      | 4 - 0           | Álftanes          |
| Þróttur          | 4 - 1           | BÍ/Bolungarvík    |
| Völsungur        | 3 - 4           | Grindavík         |
| Vatnaliljur      | 0 - 3           | Afturelding       |
| KV               | 2 - 1           | Fram Reykjavík    |
| 3 giugno 2015    |                 |                   |
| Stjarnan         | 1 - 1 (6-5 dcr) | Leiknir           |
| Keflavík         | 0 - 5           | KR Reykjavík      |
| ÍA Akraness      | 0 - 3           | Fjölnir           |
| FH Hafnarfjörður | 2 - 1           | HK Kópavogur      |
| Fylkir           | 3 - 2           | Njarðvík          |
| Þór              | 2 - 3           | Víkingur Ólafsvík |
| Víkingur         | 2 - 0 (dts)     | Höttur            |
| Valur            | 4 - 0           | Selfoss           |
| Léttir           | 0 - 6           | ÍBV Vestmannæyja  |
| 4 giugno 2015    |                 |                   |
| KFG              | 1 - 3           | Breiðablik        |

## Ottavi di finale
| Squadra 1        | Risultato   | Squadra 2         |
| ---------------- | ----------- | ----------------- |
| 18 giugno 2015   |             |                   |
| KFF Fjarðabyggð  | 0 - 4       | Valur             |
| Stjarnan         | 0 - 3       | Fylkir            |
| KV               | 1 - 7       | KR Reykjavík      |
| FH Hafnarfjörður | 2 - 1       | Grindavík         |
| Víkingur         | 1 - 0       | Afturelding       |
| Fjölnir          | 4 - 0       | Víkingur Ólafsvík |
| Breiðablik       | 0 - 1 (dts) | KA Akureyri       |
| Þróttur          | 0 - 2       | ÍBV Vestmannæyja  |

## Quarti di finale
| Squadra 1        | Risultato | Squadra 2        |
| ---------------- | --------- | ---------------- |
| 4 luglio 2015    |           |                  |
| ÍBV Vestmannæyja | 4 - 0     | Fylkir           |
| 5 luglio 2015    |           |                  |
| KR Reykjavík     | 2 - 1     | FH Hafnarfjörður |
| Víkingur         | 1 - 2     | Valur            |
| 6 luglio 2015    |           |                  |
| KA Akureyri      | 2 - 1     | Fjölnir          |

## Semifinali
| Squadra 1      | Risultato       | Squadra 2        |
| -------------- | --------------- | ---------------- |
| 29 luglio 2015 |                 |                  |
| KA Akureyri    | 1 - 1 (3-5 dcr) | Valur            |
| 30 luglio 2015 |                 |                  |
| KR Reykjavík   | 4 - 1           | ÍBV Vestmannæyja |

## Finale
| Squadra 1      | Risultato | Squadra 2    |
| -------------- | --------- | ------------ |
| 15 agosto 2015 |           |              |
| Valur          | 2 - 0     | KR Reykjavík |